# Стоєняса
Стоєняса (рум. Stoieneasa) — село у повіті Хунедоара в Румунії. Входить до складу комуни Велішоара.
Село розташоване на відстані 308 км на північний захід від Бухареста, 14 км на північ від Деви, 104 км на південний захід від Клуж-Напоки, 127 км на схід від Тімішоари.

## Населення
За даними перепису населення 2002 року у селі проживала 81 особа, усі — румуни. Усі жителі села рідною мовою назвали румунську.